# Моррісон-Блафф (Арканзас)
Моррісон-Блафф (англ. Morrison Bluff) — місто (англ. town) в США, в окрузі Логан штату Арканзас. Населення — 78 осіб (2020).

## Географія
Моррісон-Блафф розташований на висоті 117 метрів над рівнем моря за координатами 35°22′55″ пн. ш. 93°31′8″ зх. д. / 35.38194° пн. ш. 93.51889° зх. д. (35.381953, -93.518836).  За даними Бюро перепису населення США в 2010 році місто мало площу 2,83 км², з яких 2,80 км² — суходіл та 0,03 км² — водойми. В 2017 році площа становила 3,40 км², з яких 3,36 км² — суходіл та 0,04 км² — водойми.

## Демографія
Згідно з переписом 2010 року, у місті мешкали 64 особи в 26 домогосподарствах у складі 18 родин. Густота населення становила 23 особи/км².  Було 33 помешкання (12/км²). 
Расовий склад населення:
| - 93,8 % — білих - 1,6 % — корінних американців |

До двох чи більше рас належало 4,7 %. Іспаномовні складали 6,3 % від усіх жителів.
За віковим діапазоном населення розподілялося таким чином: 25,0 % — особи молодші 18 років, 57,8 % — особи у віці 18—64 років, 17,2 % — особи у віці 65 років та старші. Медіана віку мешканця становила 44,5 року. На 100 осіб жіночої статі у місті припадало 120,7 чоловіків;  на 100 жінок у віці від 18 років та старших — 92,0 чоловіків також старших 18 років.
За межею бідності перебувало 30,9 % осіб, у тому числі 58,8 % дітей у віці до 18 років та 0,0 % осіб у віці 65 років та старших.
Цивільне працевлаштоване населення становило 22 особи. Основні галузі зайнятості: освіта, охорона здоров'я та соціальна допомога — 45,5 %, сільське господарство, лісництво, риболовля — 22,7 %, виробництво — 18,2 %.
За даними перепису населення 2000 року в Моррісон-Блафф проживало 74 особи, 18 сімей, налічувалося 29 домашніх господарств і 32 житлових будинки. Середня густота населення становила близько 26,4 людини на один квадратний кілометр. Расовий склад Моррісон-Блафф за даними перепису розподілився таким чином: 94,59 % білих, 4,05 % — чорних або афроамериканців, 1,35 % — представників змішаних рас.
З 29 домашніх господарств в 27,6 % — виховували дітей в віці до 18 років, 51,7 % представляли собою подружні пари, які спільно проживали, в 6,9 % сімей жінки проживали без чоловіків, 34,5 % не мали сімей. 31,0 % від загального числа сімей на момент перепису жили самостійно, при цьому 13,8 % склали самотні літні люди у віці 65 років та старше. Середній розмір домашнього господарства склав 2,55 особи, а середній розмір родини — 3,11 особи.
Населення містечка за віковим діапазоном за даними перепису 2000 року розподілилося таким чином: 24,3 % — жителі молодше 18 років, 10,8 % — між 18 і 24 роками, 20,3 % — від 25 до 44 років, 28,4 % — від 45 до 64 років і 16,2 % — у віці 65 років та старше. Середній вік мешканця склав 39 років. На кожні 100 жінок в Моррісон-Блафф припадало 100,0 чоловіків, у віці від 18 років та старше — 100,0 чоловіків також старше 18 років.
Середній дохід на одне домашнє господарство в містечкі склав 78 750 доларів США, а середній дохід на одну сім'ю — 91 875 доларів. при цьому чоловіки мали середній дохід в 22 500 доларів США на рік проти 16 875 доларів середньорічного доходу у жінок. Дохід на душу населення в містечкі склав 56 436 доларів на рік. Всі родини Моррісон-Блафф мали дохід, що перевищує рівень бідності, 4,7 % від усієї чисельності населення перебувало на момент перепису населення за межею бідності, при цьому 22,2 % з них були старше 64 років.